# Bob Thiele
Bob Thiele (* 27. Juli 1922 in Brooklyn, New York City, New York; † 30. Januar 1996 in New York City) war ein amerikanischer Musikproduzent und Komponist.

## Leben

Logo von Impulse Records

Mit 14 Jahren war Thiele Moderator einer eigenen Radiosendung. 1939 gründete der damals 17-jährige Thiele sein eigenes Plattenlabel Signature und war zudem Herausgeber eines eigenen Jazzmagazines. Nach dem Ende von Signature im Jahr 1948 ging Thiele 1952 zu Decca Records und gründete dort das Tochterlabel Coral Records. 1961 holte ABC-Paramount Thiele zusammen mit Rudy Van Gelder zur Unterstützung von Creed Taylor zu Impulse! Records, die zuvor John Coltrane unter Vertrag genommen hatten. Nach dem Ausstieg von Taylor übernahm er die Leitung von Impulse!. 1969 verließ Thiele Impulse! und gründete eine Reihe kleinerer Plattenlabels, darunter Flying Dutchman Records, das heute zu Sony BMG gehört.
Von 1945 bis 1947 war er mit der Schauspielerin Monica Lewis verheiratet, in den 1950er-Jahren mit Jane Harvey, mit der er einen gemeinsamen Sohn hatte, und seit 1972 war er mit der Sängerin Teresa Brewer verheiratet.

## Werk
Bereits mit seinem ersten Label produzierte Thiele Künstler wie Lester Young und Erroll Garner. 1943 – mit 21 Jahren – war Thiele für eine Produktion von Coleman Hawkins, der als der erste bedeutende Tenorsaxophonist der Jazzgeschichte gilt, verantwortlich.
Nach seinem Wechsel zu Impulse! arbeitete Thiele unter anderem mit John Coltrane, Charles Mingus, Dizzy Gillespie, Sonny Rollins, Archie Shepp und Albert Ayler. Thiele war es auch, der den Pianisten McCoy Tyner dazu überredete, nach seinen Aufnahmen als Mitglied von Coltranes Quartet auch Soloalben aufzunehmen. Neben dem musikalischen Profil der Firma prägte Thiele auch das optische, so führte er die für Impulse!-Platten typischen orange-schwarzen Klappcover – normal waren einfache Einschubhüllen – ein.
Als herausragendstes Werk Thieles als Produzent gilt das John-Coltrane-Album A Love Supreme aus dem Jahr 1964. Sein bekanntestes Werk als Komponist ist der Louis-Armstrong-Titel What a Wonderful World, den er zusammen mit George David Weiss komponierte.
In den späten 1960er-Jahren arbeitete Thiele mit Bluesmusikern wie B. B. King, T-Bone Walker und Big Joe Turner.

## Aufnahmen (Auswahl)
Als Komponist
- 1967: What a Wonderful World (Louis Armstrong) mit George David Weiss

Als Produzent
- 1962: Inception (McCoy Tyner, Impulse!)
- 1963: Duke Ellington & John Coltrane (Duke Ellington und John Coltrane, Impulse!)
- 1964: A Love Supreme (John Coltrane, Impulse!)
- 1970: Small Talk at 125th & Lenox Ave (Gil Scott-Heron, Flying Dutchman Records)